# Hetty Green
Henrietta Green, detta Hetty (New Bedford, 21 novembre 1834 – New York, 3 luglio 1916), è stata un'imprenditrice statunitense, il cui nome da nubile era Henrietta Howland Robinson. Tra le prime figure di spicco femminili nella finanza americana, Green riuscì, grazie alle sue doti imprenditoriali, a salvare più volte New York dalla bancarotta. Con un patrimonio stimato a 60 milioni di dollari (secondo altre fonti 100 milioni di dollari), fu anche la donna più ricca degli Stati Uniti e una delle persone più facoltose del paese. Hetty Green si guadagnò però una fama controversa: donna molto avara, visse in miseria nonostante la sua ricchezza, tentò di appropriarsi, senza successo, della fortuna della zia quando questa morì usando un testamento falso e giunse a far amputare la gamba di suo figlio pur di non pagare le spese mediche necessarie a curargliela.

## Biografia

### Gioventù
Nata nel 1834 a New Bedford, nel Massachusetts, da Edward Mott Robinson e Abby Robinson (nata Howland), Hetty Green crebbe in una famiglia quacchera molto facoltosa che operava nel campo della caccia alla balena arricchitasi grazie al commercio con la Cina. Green aveva un fratello minore, morto giovanissimo.
Sin da bambina, a causa dei problemi di salute della madre, venne cresciuta perlopiù dal padre e dal nonno Gideon Howland, i quali la incoraggiarono a intraprendere la carriera finanziaria. A sei anni leggeva quotidiani finanziari e a tredici divenne la contabile della famiglia. Studiò dapprima alla Eliza Wing School di Sandwich, nel Massachusetts e in seguito, dall'età di sedici anni fino a quando ne ebbe diciannove, frequentò un istituto femminile di Boston che era gestito da  Charles Lowell e sua moglie Anna Cabot.
Sin da giovane, non amava esibire la sua ricchezza e mostrò più interesse per l'economia rispetto alla famiglia: quando aveva 20 anni e suo padre le comprò dei vestiti molto costosi, lei decise di rivenderli per acquistare dei titoli di Stato.

### Carriera

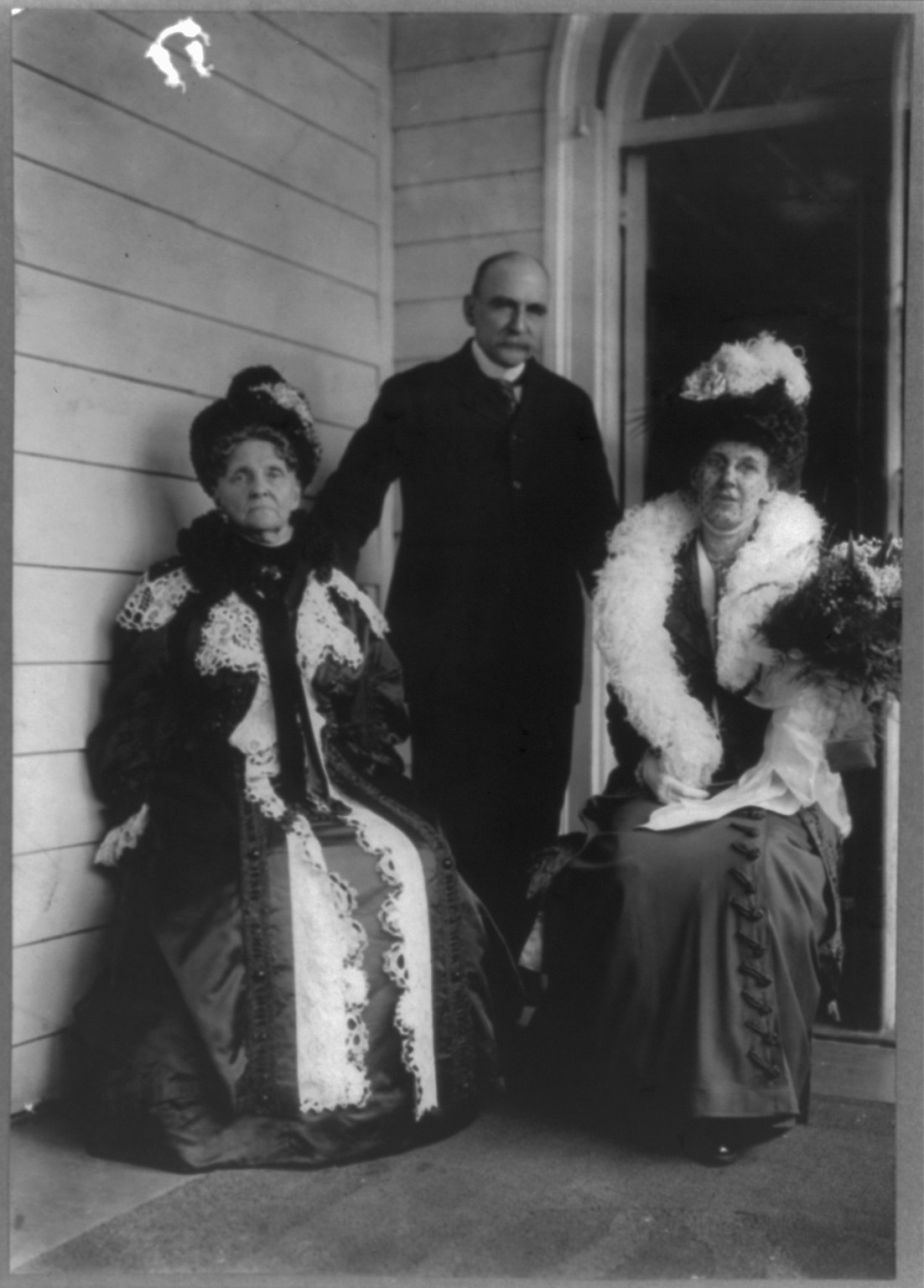
Foto scattata il giorno del matrimonio di Sylvia e il marito di quest'ultima Matthew Astor Wilks (1909). Hetty Green è a sinistra dell'immagine (1909).

Nel 1860 morì sua madre, che le lasciò in eredità 8 000 dollari, poco dopo una zia le lasciò in eredità 20 000 dollari e nel 1865 morirono anche la zia materna e il padre, che le lasciò 5 milioni di dollari, di cui 4 milioni compresi in un fondo fiduciario con cadenza annuale; investì tutti questi milioni in obbligazioni di guerra della guerra di secessione americana.
L'11 luglio 1867, a trentatré anni, sposò Edward Henry Green, proveniente da una ricca famiglia del Vermont. La coppia si trasferì prima nella casa del marito a Manhattan e poi a Londra, dove nacquero i due figli Edward Robinson Howland Green, detto Ned, il 22 agosto 1868 e Harriet Sylvia Ann Howland Green Wilks, nata il 7 gennaio 1871.
Green lasciò le sue finanze e i suoi titoli alla Chemical Bank separati da quelle del marito, che morì il 19 marzo 1902 per malattie cardiovascolari e nefrite cronica; venne sepolto nel cimitero della Immanuel Church a Bellows Falls, in Vermont. In seguito al suo decesso, Green iniziò a indossare abiti da lutto neri e di seconda mano che le valsero il soprannome the Witch of Wall Street (lett. "la strega di Wall Street").
Durante la sua carriera, spese l'enorme somma cedutole dal padre, stimata tra i 5 e i 7 milioni di dollari, e l'ancor più grande patrimonio lasciatole dalla sorella Sylvia Ann Howland in proprietà e ferrovie. Per arricchirsi, acquisiva dei beni immobili, soprattutto a Chicago, che non interessavano a nessuno a basso prezzo per poi rivenderli quando la loro quota aumentava. Per sua stessa ammissione, considerava «gli investimenti immobiliari come il mezzo più sicuro per utilizzare denaro inutilizzato ... Lasciate che sia una donna a osservare in che modo una città si sviluppa e permettetele di comprare lì (delle proprietà).» Stando a quanto afferma Therese ONeill in un suo saggio, nonostante la sua scrittura fosse "povera e piena di errori ortografici", era un'abile imprenditrice: «supervisionava enormi affari immobiliari, comprava e vendeva ferrovie e faceva prestiti. Era particolarmente abile a prosperare laddove gli altri decadevano (...) A seconda dei casi, veniva considerata un'abile stratega o una spietata strozzina.» Green riuscì anche a salvare New York dalla bancarotta più volte, come quando, nel 1906, in seguito al terremoto di San Francisco, prestò alla città 1,1 milioni di dollari e cedette in prestito 1,5 milioni di dollari alla città durante il Panico del 1907, salvandola così dal collasso finanziario. Sempre a causa del Panico, fu anche l'unica donna tra i 30 banchieri e industriali riuniti, per volontà del presidente Theodore Roosevelt, per salvare gli Stati Uniti dal collasso. Ciò portò alla nascita della Federal Reserve. Secondo Smithsonian Magazine, esercitò un'influenza significativa nel campo degli investimenti, fattore che contribuì alla fortuna di Warren Buffett e altri imprenditori.
Il suo patrimonio, stimato a 60 milioni di dollari (secondo altre fonti 100 milioni di dollari), la rese la donna più ricca degli USA.
Nonostante le buone doti imprenditoriali, Green si guadagnò una fama controversa a causa della sua avarizia. Stando ai resoconti, nel 1868, furiosa per aver scoperto che sua zia aveva lasciato 2 milioni di dollari in beneficenza nel suo testamento, Green intervenne legalmente, asserendo che la suddetta aveva in realtà lasciato quel denaro in eredità a lei. Dopo cinque anni si giunse alla conclusione che il documento presentato da Green in tribunale fosse un falso e perse la causa. Nonostante la sua fortuna, visse da povera in alloggi economici e senza riscaldamento con i figli. Risulta che utilizzasse un solo paio di mutande, da lei cucite quando aveva sedici anni. Era anche disposta a tutto pur di risparmiare in cure mediche e quando aveva problemi di salute si rivolgeva alle cliniche di beneficenza. Dopo aver contratto una grave ernia, si diresse da un dottore ma quando dichiarò il costo dell'operazione necessaria a rimuoverla, se ne andò furibonda dopo aver detto «siete tutti uguali, un mucchio di ladri!» Risulta che fece amputare la gamba del figlio pur di non pagare un medico affinché gliela curasse. Schiva e diffidente, portava con sé le chiavi di sicurezza di varie banche e, in alcuni casi, dormiva con una rivoltella legata alla sua mano con delle corde. La sua estrema parsimonia spinse il Guinness dei primati a decretarla "la donna più avara del mondo".

Quando raggiunse un'età avanzata, Hetty iniziò a tenere alcuni discorsi pubblici. Nel corso di uno di questi affermò:

### Morte
Morì nel 1916, all'età di 81 anni, a casa di suo figlio dopo un ictus causato da una discussione con una cameriera sulle virtù del latte scremato. Fu sepolta vicino al marito a Bellows Falls.
Sylvia lasciò gran parte della sua eredità in biblioteche, ospedali e altri enti di beneficenza, tra cui la New Bedford Free Public Library, il St. Luke’s Hospital, e il Massachusetts General Hospital. Lei e Ned furono anch'essi sepolti a Bellow Falls.